# Raka Rasmi
Raka Rasmi (Bali, 10 marzo 1939 – Bali, 17 marzo 2018) è stata una ballerina indonesiana.

## Biografia
Ni Gusti Ayu Raka Rasmi Suryaningsih, meglio conosciuta come Raka Rasmi, è stata una tra le più famose ballerine ed insegnanti della danza balinese dell'oleg. Con le ballerine Ni Made Anis(1933- ) e Ni Made Rupawati(1933- ), è considerata una tra le pioniera della danza balenese moderna.
Raka Rasmi nacque a Peliatan, Ubud, Gianyar, in una famiglia di contadini tra le risaie dell'isola indonesiana di Bali. Inizio' a danzare nella scuola del suo villaggio, la Sekaha Gong Peliatan. Nel 1952, fu scelta da John Coast (1916-1989), diplomatico britannico, per un tour mondiale organizzato dalla Columbia Artists e Raka fu la più giovane delle ballerine della troupe, aveva soli 12 anni.
Rasmi, in copia con il ballerino I Wayan Sampih (1926-1954), fu la prima a danzare l'Oleg Tamulilingan, danza creata dal coreografo balinese I Ketut Mario (c. 1897-1968), su richiesta di John Coast nel 1952. Raka Rasmi ha partecipato a svariati tour mondiali, ballando a Parigi e New York nel 1953, in Cina nel 1959, in Pakistan nel 1964, in Giappone nel 1964, in Australia ed in Europa nel 1971, tornando negli Stati Uniti nel 1982 ed a Singapore nel 1996.
Per anni fu la prima ballerina della compagnia di ballo Bali Dancers.
Raka Rasmi è morta all'età di 81 anni nella sua casa di Peliatan, il 17 marzo 2018.

## Festival
Tra le partecipazioni più importanti di Raka Rasmi:
- 2005 Saraswati Day[10]

## Filmografia
- 2017, Sekala Niskala (film), regia di Kamila Andini.